# Nāḩiyat Nubl
Nāḩiyat Nubl (arabiska: ناحية نبل) är ett subdistrikt i Syrien.   Det ligger i provinsen Aleppo, i den nordvästra delen av landet, 300 km norr om huvudstaden Damaskus.
Trakten runt Nāḩiyat Nubl består till största delen av jordbruksmark. Runt Nāḩiyat Nubl är det ganska tätbefolkat, med 86 invånare per kvadratkilometer.